# 星の海のアムリ
『星の海のアムリ』（ほしのうみのアムリ）は、アニメーション制作会社スタジオ雲雀により製作されたOVAシリーズおよび、それを原作とした漫画である。全編が3DCGで制作されている。苛酷な環境においても生存できる「アダプター」と呼ばれる少女たちを描く。

## 世界設定
西暦2012年に降り注いだ史上最大の太陽風の影響で、苛酷な環境においても生存できる「アダプター」と呼ばれる進化した人類が少数ながら出生するようになった世界を舞台としている。インソニティ新革紀019（西暦2030年）の人類は宇宙に進出しており、宇宙空間においても活動できるアダプターが開発に従事している。

## あらすじ
アダプター支援機関「リージョンフリー」が建造していた宇宙ステーション「桃色珊瑚」は謎のメカの攻撃により破壊され、生き残ったのはアムリ、ペリエ、すずの3人のアダプターだけであった。その3人も謎のメカによって廃棄物集積衛星「ガラパゴス」に連れ去られてしまう。

## 登場人物
華凶院アムリ（かきょういん アムリ）
声 - 牧野由依
アダプターの少女。「反撥アレルギー」と呼ばれる、近くにあるあらゆる物体をはじき返してしまうという特殊体質のため、周囲から疎んじられ続けてきた。
ペリエ・ラ・メール
声 - 斎藤桃子
アダプターの少女。「透過アレルギー」と呼ばれる、自らが触れたくない物や人間を透過する特殊体質であり、ユテリスの中で治療を行っている。
鈴云雀（リン・ユンチェ）
声 - 相澤みちる
あだ名はすず。アダプターの少女。「逃避アレルギー」と呼ばれる、物や人間から体が勝手に逃げてしまう特殊体質の持ち主。
プルモ・アレン
声 - 松本まりか
マリア・スクロドフォスカ
声 - 能登麻美子
デウス・アレン
声 - 小林清志
うかたん
声 - 金田朋子、小林清志
オペレーター
声 - 久嶋志帆、伊東久美子、西川葉月
Q9特選隊長
声 - ※-mai-
フェミナ・ノウム
声 - 平野綾

## スタッフ
- 企画 - region free
- 監督・シリーズ構成・脚本・絵コンテ・演出 - 米たにヨシトモ
- キャラクターデザイン・3Dモデル制作 - MA@YA
- CGIディレクター - 奈良岡智哉
- メカニックデザイン - 玉盛順一朗
- 美術 - 宮野隆
- 音響監督 - なかのとおる
- 音響制作 - HALF H・P STUDIO
- 音楽 - 窪田ミナ
- 音楽制作 - JVCエンタテインメント
- 効果 - 野口透
- タイトルロゴデザイン - 鎌田誠
- プロデューサー - 里見哲朗、轟豊太、市川量也
- アシスタントプロデューサー - 湯原隆幸
- アニメーション制作 - スタジオ雲雀
- 製作 - バンダイビジュアル、スタジオ雲雀

## DVD / UMD
DVD
各巻には映像特典あり。
1. 夜空に花の咲くごとく（2008年5月23日発売）
2. 小鳥は可憐な花が好き（2008年7月25日発売）
3. 花散り鳥鳴き海眠り（2008年9月26日発売）

UMD
DVDで発売された全3話がまとめて収録。なお、映像特典などは収録されていない。
- 星の海のアムリ（2009年5月26日発売）

## CD
キャラ盤にはアニメ本編以前の、サウンドトラックには本編以降のドラマを収録。
- 美少女キャラ盤Vol.1 アムリとやっちゃおうよ!（2007年12月19日発売）
- 美少女キャラ盤Vol.2 すずとやっちゃおうよ! （2008年7月30日発売）
- 美少女キャラ盤Vol.3 ペリエとやっちゃおうよ!（2008年10月1日発売）
- オリジナルサウンドトラック みんなでやっちゃおよ!（2008年10月22日発売）

## コミック版
星の海のアムリ-月の闇のプラグイン-のタイトルで稲瀬信也の作画により『月刊コミック電撃大王』2008年1月号から12月号にて連載、アニメ本編の半年後の物語。